# 3214 Makarenko
3214 Makarenko eller 1978 TZ6 är en asteroid i huvudbältet som upptäcktes den 2 oktober 1978 av den sovjetisk-ryska astronomen Ljudmila Zjuravljova vid Krims astrofysiska observatorium på Krim. Den har fått sitt namn efter den ryske författaren Anton Makarenko.
Asteroiden har en diameter på ungefär 18 kilometer och den tillhör asteroidgruppen Eos.